# Le Tertre-Saint-Denis
Le Tertre-Saint-Denis település Franciaországban, Yvelines megyében. Lakosainak száma 129 fő (2022. január 1.). Le Tertre-Saint-Denis Dammartin-en-Serve, Favrieux, Flacourt, Longnes, Ménerville és Perdreauville községekkel határos.

## Népesség
A település népességének változása:
| Lakosok száma | 116  | 123  | 125  | 124  | 125  | 123  | 121  | 121  | 129  |
|               | 2013 | 2015 | 2016 | 2017 | 2018 | 2019 | 2020 | 2021 | 2022 |